# Blang Neuang
Blang Neuang is een bestuurslaag in het regentschap Nagan Raya van de provincie Atjeh, Indonesië. Blang Neuang telt 147 inwoners (volkstelling 2010).